# Mironcillo
Mironcillo è un comune spagnolo di 129 abitanti situato nella comunità autonoma di Castiglia e León.